# Ángela del Carmen Sierra González
Ángela del Carmen Sierra González (Santa Cruz de Tenerife, 10 de gener de 1945) és una advocada, filòsofa i política canària. És llicenciada en dret, doctora en filosofia per la Universitat de Barcelona, degana i professora titular de la facultat de filosofia de la Universitat de la Laguna.
Fou escollida diputada a les eleccions al Parlament Europeu de 1994 per la coalició Izquierda Unida. De 1994 a 1997 fou membre del grup parlamentari Esquerra Unida Europea-Esquerra Verda Nòrdica i de la Comissió d'Afers Jurídics i de Drets dels Ciutadans del Parlament Europeu. També és docent i investigadora de l'Institut d'Estudis Universitaris de la Universitat de La Laguna. Darrerament ha desenvolupat treballs relatius a drets humans, pensament utòpic i gènere. Endemés, Ángela Sierra coordina el postgrau Filosofia, Cultura i Societat.
A les eleccions al Parlament de Canàries de 2011 fou candidata per Tenerife per la coalició Socialistes per Tenerife-Los Verdes de Canarias-Nueva Canarias.

## Obra
Entre les seves nombroses publicacions destaquen "Las utopías, del estado real a los estados soñados", de 1987, i "Los orígenes de la ciencia de gobierno en la Atenas clásica", de 1989. Ha publicat també nombrosos articles a diverses revistes.
Autora d'informes sobre L'estat dels drets humans en la UE i sobre Cohesió i societat de la Informació per a la Comissió de Política Regional del Parlament Europeu.